# Hrobka Lichnovských (Chuchelná)
Hrobka Lichnovských, případně hrobka Lichnowských, také mauzoleum knížat Lichnovských nebo kaple sv. Kříže je pohřebiště původně polského šlechtického rodu usazeného ve Slezsku a na Moravě Lichnowských z Woschütz (Lichnovských z Voštic) v parku poblíž rybníka při ulici Mírová v Chuchelné v okrese Opava. Novogotická hrobka majitelů zámků Chuchelná a Hradec nad Moravicí byla postavena podle návrhu opavského stavitele Julia Lundwalla v letech 1902–1903. Veřejnosti přístupná hrobka je v majetku obce a je památkově chráněná.

## Historie
Panství Chuchelná koupil v roce 1608 Bernard Lichnowsky od Václava Šamarovského z Ronova. Lichnowští pak panství, resp. velkostatek vlastnili s výjimkou let 1650–1670 až do konce druhé světové války.
Hrobku nechal postavit Karel Maxmilián kníže Lichnowsky (1860–1928), ale s nápadem důstojného samostatně stojícího mauzolea, které by bylo krajinnou dominantou, přišel už jeho otec. Plány vytvořil opavský stavitel Julius Lundwall (1844–1930), který pracoval pro Lichnowské také na zámku v Hradci nad Moravicí. Stavba proběhla v letech 1902–1903. Hrobka byla vysvěcena 11. března 1903 a zároveň byly v hrobce slavnostně uloženy ostatky Karla Marii knížete Lichnowského (1819–1901), které do té doby byly uloženy v zámecké kapli.
Ke konci 2. světové války bylo mauzoleum poničeno. Více však utrpěl farní kostel z roku 1921, jehož trosky byly strženy v roce 1948. Proto začalo být mauzoleum po válce využíváno jako náhradní prostor k bohoslužbám. Sarkofágy Lichnowských byly v roce 1953 zazděny v jižním výklenku a byl zde instalován oltář.
V roce 1996 byla dokončena výstavba kostela Povýšení sv. Kříže, do kterého byly přesunuty bohoslužby. Mauzoleum bylo v letech 2008–2014 zrestaurováno. 

## Architektura a vybavení

### Exteriér
Hrobka byla postavena v tzv. dětské zahradě (Spielgarten) na osmibokém (oktogonálním) půdorysu se čtyřmi vedlejšími pravoúhlými prostorami ve tvaru řeckého kříže. V těchto ramenech kříže se nacházejí oltářní prostory a předsíň. V jihozápadní vedlejší ose na centrální část navazuje ještě válcová přístavba se šnekovitým schodištěm. Mauzoleum z neomítnutého režného cihelného zdiva stojí na kamenné substrukci. Stavbu kryje jehlanová střecha z pálených tašek, na jejímž vrcholu je litinový kříž. Korunní římsa je bohatě profilovaná. Horní oktogonální centrální část stavby po celém obvodu prolamuje galerie slepých a pravých oken. Ty jsou na každé straně, pokud to možnosti dovolují, čtyři, oddělené sloupky s rostlinnými hlavicemi z terakotových prefabrikátů. Dvojice pravých oken je vždy uprostřed mezi dvojicí slepých. Nad hlavním bohatě profilovaným portálem o třech ústupcích je zasazen knížecí erb Lichnowských se štítonoši a přikryvadly, který byl vytesán z červeného pískovce. Doplňuje ho letopočet 1903. Plocha tympanonu portálu je prolomena kruhovým oknem.

### Interiér
Podobně jako jiné šlechtické hrobky (např. Schwarzenberská hrobka v Domaníně) je stavba dvoupodlažní. Spodní část byla určena k uložení zemřelých členů rodu, horní část sloužila jako kaple. Podlaha kaple je prolomena do suterénu, takže tvoří pouze ochoz. Centrální prostor je sklenut osmidílnou žebrovou kopulí za užití cihlových tvarovek, terakotových hlavic a konzol přípor. V předsíni je klenba křížová. Působivost interiéru je založena na kontrastu režného zdiva tektonických článků, armování nároží a bílé omítky stěn.
Hlavní oltář s iluzivním mramorováním je dřevěný a koresponduje s celkovým novogotickým tvaroslovím kaple. Retabulum oltáře je ozdobeno barevnou vitráží vejčitého tvaru. Vitráž představuje Oplakávání Krista. Nad portálem ke šnekovitému schodišti, které vede dolů do suterénu, je namalovaný erb Lichnowských. U stěny v kryptě stojí křtitelnice.

### Sarkofágy
Uprostřed krypty se nacházejí tři sarkofágy – měděný Karla Marii Lichnowského, dřevěný jeho choti Marie a mramorový jejich syna Karla Maxe Lichnowského. 
Nejstarší sarkofág v secesním stylu je trezorového typu s valbovou střechou. Na žebrové ocelové konstrukci pokryté měděným plechem se nacházejí celoplošné reliéfy vytepané na dřevěném jádru. Dubový sarkofág se zdvojenou kýlovou střechou a mosaznými úchyty po stranách v sobě ukrývá měděnou rakev. Poničili ho sovětští vojáci v roce 1945, do vnitřní rakve prořízli otvor a šlechtičnu okradli. Tumbu ze supíkoveckého mramoru, kterou zdobí heraldické a alegorické emblémy a především hlava zesnulého v plné plastice, vytvořil sochař Josef Oberth (1874–1961), absolvent vídeňské Akademie výtvarných umění, v letech 1929–1930. Vnitřní rakev je zinková.

### Zvon
Ve střeše bočního výklenku je zavěšen zvon z kvalitní zvonoviny se 6 uchy s výžlabkem. Zvon pochází z roku 1779, odlila ho zvonařské rodina Stankeů z Opavy. Původně patrně visel v zámecké kapli. Na výšku měří 27 centimetrů, v průměru má 32 centimetrů. Váží přibližně 40–45 kg. Na čepci zvonu jsou dvě plastické linky, které obíhají po obvodu a které jsou přerušené vrcholkem reliéfu. Pod spodní plastickou linkou je čtyřřádkový nápis začínající reliéfem ukazující ruky: IN NAHMEN DES HEILIGEN CREUZ ERFÚNDUNG DER PATRONVS FÚRST LICHNOWSKY A. 1779. Na protější straně krku je 11 centimetrů vysoký reliéf ukřižovaného Krista. Na přechodu k věnci obíhají tři plastické linky. Na věnci je další nápis, který  rovněž začíná reliéfem ukazující ruky: FRANTZ STANKE HAT MICHIN TROPPAU GEGOSSEN. Oba nápisy jsou vyvedeny kapitálou, jednotlivá písmena a číslice měří 11–13 milimetrů.

## Seznam pohřbených
Lichnowští bývali pohřbíváni ve hřbitovním kostele sv. Jakuba v Hradci nad Moravicí. František Leopold Lichnowsky z Woschütz (1690–1742), majitel zámku v Odrách, od roku 1727 český hrabě, a jeho žena Marie Anna Barbara Benigna Kajetána z Werdenbergu (1697–1755) byli pohřbeni v rodové hrobce v kostele sv. Bartoloměje v Odrách.
V mauzoleu byly uloženy ostatky tří osob. Poslední pohřeb v mauzoleu se konal v roce 1928. Manželka 5. knížete Mechtilde se v roce 1930 odstěhovala do Francie na Azurové pobřeží. Ve 30. letech 20. století emigroval její mladší syn Michael do Brazílie. Po druhé světové válce zamířila do Brazílie i odsunutá rodina Michaelova staršího bratra Wilhelma.

### Chronologicky podle data úmrtí
V tabulce jsou uvedeny základní informace o pohřbených. Fialově jsou vyznačeni příslušníci rodu Lichnowských, žlutě jsou vyznačeny manželky, pokud zde byly pohřbeny. Zeleně jsou vyznačeny osoby, které byly pohřbeny původně někde jinde. Červeně jsou vyznačeni majitelé velkostatku Chuchelná. Generace jsou počítány od Jana Lichnowského z Woschütz († před 1520). V českých zemích se prosadil František Bernard Lichnowsky (1664–1747), který byl v roce 1702 povýšen do panského stavu a v roce 1727 do hraběcího. U manželek je generace v závorce a týká se generace chotě. Děti jsou vypsány v poznámce u matky, avšak pokud byla matka pohřbena jinde, jsou děti uvedeny v poznámce u otce.
| Po-řadí | Gene-race | Jméno pohřbeného                      | Datum a místo narození              | Otec                                                               | Datum a místo sňatku, choť                                                                           | Pohřeb a uložení do hrobky                                                                                                  | Poznámky |
| Po-řadí | Gene-race | Jméno pohřbeného                      | Datum a místo úmrtí                 | Matka                                                              | Datum a místo sňatku, choť                                                                           | Pohřeb a uložení do hrobky                                                                                                  | Poznámky |
| ------- | --------- | ------------------------------------- | ----------------------------------- | ------------------------------------------------------------------ | --- | --- | --- |
| 1.      | 11.       | Karel Maria Lichnowsky                | 19. 12. 1819 Hradec nad Moravicí    | Eduard Lichnowsky 19. 9. 1789 Vídeň – 1. 1. 1845 Mnichov           | 2. 5. 1859 Paříž: Marie z Croÿ-Dülmenu (č. 2)                                                        | Provizorně byl pohřben v zámecké kapli, 11. 3. 1903 byly ostatky uloženy v mauzoleu.                                        | 5. kníže Lichnowsky z Woschütz (1848–1901), generál, dědičný člen pruské Panské sněmovny (1854–1901). Majitel fideikomisních statků Chuchelná, Křižanovice a původně alodiálního statku Hradec nad Moravicí, který byl k prvním dvěma přiřazen v roce 1857. |
| 1.      | 11.       | Karel Maria Lichnowsky                | 18. 10. 1901 Hradec nad Moravicí    | Eleonora Zichy 24. 5. 1795 Vídeň – 30. 5. 1873 Vídeň               | 2. 5. 1859 Paříž: Marie z Croÿ-Dülmenu (č. 2)                                                        | Provizorně byl pohřben v zámecké kapli, 11. 3. 1903 byly ostatky uloženy v mauzoleu.                                        | 5. kníže Lichnowsky z Woschütz (1848–1901), generál, dědičný člen pruské Panské sněmovny (1854–1901). Majitel fideikomisních statků Chuchelná, Křižanovice a původně alodiálního statku Hradec nad Moravicí, který byl k prvním dvěma přiřazen v roce 1857. |
| 2.      | (11.)     | Marie z Croÿ-Dülmenu                  | 2. 2. 1837 Düsseldorf               | Filip František z Croÿ-Dülmenu 26. 11. 1801 Vídeň – 2. 8. 1871 Ems | 2. 5. 1859 Paříž: Karel Maria Lichnowsky (č. 1)                                                      | | Dáma Řádu hvězdového kříže (1862). Narodily se jí tři děti: - 1. Karel Max (1860–1928; č. 3) - 2. Maria Caroline, provd. von Redern (1861–1933) - 3. Margarethe Eleonore, provd. von Lanckoroński-Brzezie (1863–1954) |
| 2.      | (11.)     | Marie z Croÿ-Dülmenu                  | 1. 4. 1915 Berlín                   | Johanna ze Salm-Salmu 5. 8. 1796 Anholt – 22. 11. 1868 Düsseldorf  | 2. 5. 1859 Paříž: Karel Maria Lichnowsky (č. 1)                                                      | | Dáma Řádu hvězdového kříže (1862). Narodily se jí tři děti: - 1. Karel Max (1860–1928; č. 3) - 2. Maria Caroline, provd. von Redern (1861–1933) - 3. Margarethe Eleonore, provd. von Lanckoroński-Brzezie (1863–1954) |
| 3.      | 12.       | Karel Maxmilián (Karl Max) Lichnowsky | 8. 3. 1860 Křižanovice (Kreuzenort) | Karel Maria Lichnowsky (č. 1)                                      | 22. 4. 1904 Mnichov: Mechtilde Christiane z Arco-Zinnebergu 8. 3. 1879 Schönburg – 4. 6. 1958 Londýn | Pohřební obřady se konaly 1. 3. 1928 v kostele Povýšení sv. Kříže, následně byly ostatky uloženy v mauzoleu po boku rodičů. | 6. kníže Lichnowsky z Woschütz (1901–1928), pruský tajný rada a major, poslanec slezského zemského sněmu, dědičný člen pruské Panské sněmovny (1901–1914), pruský diplomat, německý velvyslanec ve Velké Británii (1912–1914), komtur Domácího rytířského řádu sv. Jiří (1884), nositel Řádu červené orlice 4. třídy (1888), Řádu koruny 3. třídy a Řádu červeného orla 2. třídy s dubovou ratolestí (1901). Majitel statků Hradec nad Moravicí a Chuchelná. Zemřel na následky mozkové mrtvice. Narodily se mu tři děti: - 1. Wilhelm (1905–1975), 7. kníže - 2. Eleonore (1906–2002) - 3. Michael (1907–?) Manželka byla pohřbena na hřbitově Brockwood v Anglii vedle československých letců. |
| 3.      | 12.       | Karel Maxmilián (Karl Max) Lichnowsky | 27. 2. 1928 Chuchelná               | Marie z Croÿ-Dülmenu (č. 2)                                        | 22. 4. 1904 Mnichov: Mechtilde Christiane z Arco-Zinnebergu 8. 3. 1879 Schönburg – 4. 6. 1958 Londýn | Pohřební obřady se konaly 1. 3. 1928 v kostele Povýšení sv. Kříže, následně byly ostatky uloženy v mauzoleu po boku rodičů. | 6. kníže Lichnowsky z Woschütz (1901–1928), pruský tajný rada a major, poslanec slezského zemského sněmu, dědičný člen pruské Panské sněmovny (1901–1914), pruský diplomat, německý velvyslanec ve Velké Británii (1912–1914), komtur Domácího rytířského řádu sv. Jiří (1884), nositel Řádu červené orlice 4. třídy (1888), Řádu koruny 3. třídy a Řádu červeného orla 2. třídy s dubovou ratolestí (1901). Majitel statků Hradec nad Moravicí a Chuchelná. Zemřel na následky mozkové mrtvice. Narodily se mu tři děti: - 1. Wilhelm (1905–1975), 7. kníže - 2. Eleonore (1906–2002) - 3. Michael (1907–?) Manželka byla pohřbena na hřbitově Brockwood v Anglii vedle československých letců. |

### Příbuzenské vztahy pohřbených
Následující schéma znázorňuje příbuzenské vztahy Lichnowských. Červeně orámovaní byli pohřbeni v hrobce, arabské číslice odpovídají pořadí úmrtí podle předchozí tabulky. Římské číslice představují pořadí manžela nebo manželky, pokud někdo vstoupil do manželství více než jednou. Tučně jsou zvýrazněna knížata. Vzhledem k účelu schématu se nejedná o kompletní rodokmen.
|                                               |                                               |                                               |                                               |                                               |                                               |  |  |                                        |                                        |                                        |                                        | Karel Alois Lichnowsky 1761–1814 2. kníže | Karel Alois Lichnowsky 1761–1814 2. kníže | Karel Alois Lichnowsky 1761–1814 2. kníže | Karel Alois Lichnowsky 1761–1814 2. kníže | Karel Alois Lichnowsky 1761–1814 2. kníže | Karel Alois Lichnowsky 1761–1814 2. kníže |                                      |                                      | Christiana z Thun-Hohensteinu 1765–1841 | Christiana z Thun-Hohensteinu 1765–1841 | Christiana z Thun-Hohensteinu 1765–1841 | Christiana z Thun-Hohensteinu 1765–1841 | Christiana z Thun-Hohensteinu 1765–1841 | Christiana z Thun-Hohensteinu 1765–1841 |                                       |                                       |                                       |                                       |                                     |                                     |                                      |                                      |                                      |                                      |                                      |                                      |                             |                             |                                          |                                          |                                          |                                          |                                          |                                          |  |  |                                               |                                               |                                               |                                               |                                               |                                               |  |  |                                     |                                     |                                     |                                     |                                     |                                     |  |  |                                                             |                                                             |                                                             |                                                             |                                                             |                                                             |  |  |                              |                              |                              |                              |                              |                              |  |  |                                         |                                         |                                         |                                         |                                         |                                         |  |  |
|                                               |                                               |                                               |                                               |                                               |                                               |  |  |                                        |                                        |                                        |                                        | Karel Alois Lichnowsky 1761–1814 2. kníže | Karel Alois Lichnowsky 1761–1814 2. kníže | Karel Alois Lichnowsky 1761–1814 2. kníže | Karel Alois Lichnowsky 1761–1814 2. kníže | Karel Alois Lichnowsky 1761–1814 2. kníže | Karel Alois Lichnowsky 1761–1814 2. kníže |                                      |                                      | Christiana z Thun-Hohensteinu 1765–1841 | Christiana z Thun-Hohensteinu 1765–1841 | Christiana z Thun-Hohensteinu 1765–1841 | Christiana z Thun-Hohensteinu 1765–1841 | Christiana z Thun-Hohensteinu 1765–1841 | Christiana z Thun-Hohensteinu 1765–1841 |                                       |                                       |                                       |                                       |                                     |                                     |                                      |                                      |                                      |                                      |                                      |                                      |                             |                             |                                          |                                          |                                          |                                          |                                          |                                          |  |  |                                               |                                               |                                               |                                               |                                               |                                               |  |  |                                     |                                     |                                     |                                     |                                     |                                     |  |  |                                                             |                                                             |                                                             |                                                             |                                                             |                                                             |  |  |                              |                              |                              |                              |                              |                              |  |  |                                         |                                         |                                         |                                         |                                         |                                         |  |  |
|                                               |                                               |                                               |                                               |                                               |                                               |  |  |                                        |                                        |                                        |                                        |                                           |                                           |                                           |                                           |                                           |                                           |                                      |                                      |                                         |                                         |                                         |                                         |                                         |                                         |                                       |                                       |                                       |                                       |                                     |                                     |                                      |                                      |                                      |                                      |                                      |                                      |                             |                             |                                          |                                          |                                          |                                          |                                          |                                          |  |  |                                               |                                               |                                               |                                               |                                               |                                               |  |  |                                     |                                     |                                     |                                     |                                     |                                     |  |  |                                                             |                                                             |                                                             |                                                             |                                                             |                                                             |  |  |                              |                              |                              |                              |                              |                              |  |  |                                         |                                         |                                         |                                         |                                         |                                         |  |  |
|                                               |                                               |                                               |                                               |                                               |                                               |  |  |                                        |                                        |                                        |                                        |                                           |                                           |                                           |                                           |                                           |                                           |                                      |                                      |                                         |                                         |                                         |                                         |                                         |                                         |                                       |                                       |                                       |                                       |                                     |                                     |                                      |                                      |                                      |                                      |                                      |                                      |                             |                             |                                          |                                          |                                          |                                          |                                          |                                          |  |  |                                               |                                               |                                               |                                               |                                               |                                               |  |  |                                     |                                     |                                     |                                     |                                     |                                     |  |  |                                                             |                                                             |                                                             |                                                             |                                                             |                                                             |  |  |                              |                              |                              |                              |                              |                              |  |  |                                         |                                         |                                         |                                         |                                         |                                         |  |  |
|                                               |                                               |                                               |                                               |                                               |                                               |  |  |                                        |                                        |                                        |                                        |                                           |                                           |                                           |                                           | Eduard Lichnowsky 1789–1845 3. kníže      | Eduard Lichnowsky 1789–1845 3. kníže      | Eduard Lichnowsky 1789–1845 3. kníže | Eduard Lichnowsky 1789–1845 3. kníže | Eduard Lichnowsky 1789–1845 3. kníže    | Eduard Lichnowsky 1789–1845 3. kníže    |                                         |                                         | Eleonora ze Zichy-Vásonykeö 1795–1873   | Eleonora ze Zichy-Vásonykeö 1795–1873   | Eleonora ze Zichy-Vásonykeö 1795–1873 | Eleonora ze Zichy-Vásonykeö 1795–1873 | Eleonora ze Zichy-Vásonykeö 1795–1873 | Eleonora ze Zichy-Vásonykeö 1795–1873 |                                     |                                     |                                      |                                      |                                      |                                      |                                      |                                      |                             |                             |                                          |                                          |                                          |                                          |                                          |                                          |  |  |                                               |                                               |                                               |                                               |                                               |                                               |  |  |                                     |                                     |                                     |                                     |                                     |                                     |  |  |                                                             |                                                             |                                                             |                                                             |                                                             |                                                             |  |  |                              |                              |                              |                              |                              |                              |  |  |                                         |                                         |                                         |                                         |                                         |                                         |  |  |
|                                               |                                               |                                               |                                               |                                               |                                               |  |  |                                        |                                        |                                        |                                        |                                           |                                           |                                           |                                           | Eduard Lichnowsky 1789–1845 3. kníže      | Eduard Lichnowsky 1789–1845 3. kníže      | Eduard Lichnowsky 1789–1845 3. kníže | Eduard Lichnowsky 1789–1845 3. kníže | Eduard Lichnowsky 1789–1845 3. kníže    | Eduard Lichnowsky 1789–1845 3. kníže    |                                         |                                         | Eleonora ze Zichy-Vásonykeö 1795–1873   | Eleonora ze Zichy-Vásonykeö 1795–1873   | Eleonora ze Zichy-Vásonykeö 1795–1873 | Eleonora ze Zichy-Vásonykeö 1795–1873 | Eleonora ze Zichy-Vásonykeö 1795–1873 | Eleonora ze Zichy-Vásonykeö 1795–1873 |                                     |                                     |                                      |                                      |                                      |                                      |                                      |                                      |                             |                             |                                          |                                          |                                          |                                          |                                          |                                          |  |  |                                               |                                               |                                               |                                               |                                               |                                               |  |  |                                     |                                     |                                     |                                     |                                     |                                     |  |  |                                                             |                                                             |                                                             |                                                             |                                                             |                                                             |  |  |                              |                              |                              |                              |                              |                              |  |  |                                         |                                         |                                         |                                         |                                         |                                         |  |  |
|                                               |                                               |                                               |                                               |                                               |                                               |  |  |                                        |                                        |                                        |                                        |                                           |                                           |                                           |                                           |                                           |                                           |                                      |                                      |                                         |                                         |                                         |                                         |                                         |                                         |                                       |                                       |                                       |                                       |                                     |                                     |                                      |                                      |                                      |                                      |                                      |                                      |                             |                             |                                          |                                          |                                          |                                          |                                          |                                          |  |  |                                               |                                               |                                               |                                               |                                               |                                               |  |  |                                     |                                     |                                     |                                     |                                     |                                     |  |  |                                                             |                                                             |                                                             |                                                             |                                                             |                                                             |  |  |                              |                              |                              |                              |                              |                              |  |  |                                         |                                         |                                         |                                         |                                         |                                         |  |  |
|                                               |                                               |                                               |                                               |                                               |                                               |  |  |                                        |                                        |                                        |                                        |                                           |                                           |                                           |                                           |                                           |                                           |                                      |                                      |                                         |                                         |                                         |                                         |                                         |                                         |                                       |                                       |                                       |                                       |                                     |                                     |                                      |                                      |                                      |                                      |                                      |                                      |                             |                             |                                          |                                          |                                          |                                          |                                          |                                          |  |  |                                               |                                               |                                               |                                               |                                               |                                               |  |  |                                     |                                     |                                     |                                     |                                     |                                     |  |  |                                                             |                                                             |                                                             |                                                             |                                                             |                                                             |  |  |                              |                              |                              |                              |                              |                              |  |  |                                         |                                         |                                         |                                         |                                         |                                         |  |  |
| Felix Lichnowsky 1814–1848 4. kníže           | Felix Lichnowsky 1814–1848 4. kníže           | Felix Lichnowsky 1814–1848 4. kníže           | Felix Lichnowsky 1814–1848 4. kníže           | Felix Lichnowsky 1814–1848 4. kníže           | Felix Lichnowsky 1814–1848 4. kníže           |  |  | 1. Karel Lichnowsky 1820–1901 5. kníže | 1. Karel Lichnowsky 1820–1901 5. kníže | 1. Karel Lichnowsky 1820–1901 5. kníže | 1. Karel Lichnowsky 1820–1901 5. kníže | 1. Karel Lichnowsky 1820–1901 5. kníže    | 1. Karel Lichnowsky 1820–1901 5. kníže    |                                           |                                           | 2. Marie z Croÿ-Dülmenu 1837–1915         | 2. Marie z Croÿ-Dülmenu 1837–1915         | 2. Marie z Croÿ-Dülmenu 1837–1915    | 2. Marie z Croÿ-Dülmenu 1837–1915    | 2. Marie z Croÿ-Dülmenu 1837–1915       | 2. Marie z Croÿ-Dülmenu 1837–1915       |                                         |                                         | Robert Lichnowsky 1822–1879             | Robert Lichnowsky 1822–1879             | Robert Lichnowsky 1822–1879           | Robert Lichnowsky 1822–1879           | Robert Lichnowsky 1822–1879           | Robert Lichnowsky 1822–1879           |                                     |                                     | Othenio Lichnowsky 1826–1887         | Othenio Lichnowsky 1826–1887         | Othenio Lichnowsky 1826–1887         | Othenio Lichnowsky 1826–1887         | Othenio Lichnowsky 1826–1887         | Othenio Lichnowsky 1826–1887         |                             |                             | M. Agnes (Adelheid) Lichnowská 1815–1845 | M. Agnes (Adelheid) Lichnowská 1815–1845 | M. Agnes (Adelheid) Lichnowská 1815–1845 | M. Agnes (Adelheid) Lichnowská 1815–1845 | M. Agnes (Adelheid) Lichnowská 1815–1845 | M. Agnes (Adelheid) Lichnowská 1815–1845 |  |  | Ladislav Györy de Radwány 1807–1882           | Ladislav Györy de Radwány 1807–1882           | Ladislav Györy de Radwány 1807–1882           | Ladislav Györy de Radwány 1807–1882           | Ladislav Györy de Radwány 1807–1882           | Ladislav Györy de Radwány 1807–1882           |  |  | Leocadia Lichnowská 1816–1873       | Leocadia Lichnowská 1816–1873       | Leocadia Lichnowská 1816–1873       | Leocadia Lichnowská 1816–1873       | Leocadia Lichnowská 1816–1873       | Leocadia Lichnowská 1816–1873       |  |  | Adolf Viczay de Vicza 1804–1873                             | Adolf Viczay de Vicza 1804–1873                             | Adolf Viczay de Vicza 1804–1873                             | Adolf Viczay de Vicza 1804–1873                             | Adolf Viczay de Vicza 1804–1873                             | Adolf Viczay de Vicza 1804–1873                             |  |  | Antonie Lichnowská 1818–1870 | Antonie Lichnowská 1818–1870 | Antonie Lichnowská 1818–1870 | Antonie Lichnowská 1818–1870 | Antonie Lichnowská 1818–1870 | Antonie Lichnowská 1818–1870 |  |  | Richard z Khevenhüller-Metsch 1813–1877 | Richard z Khevenhüller-Metsch 1813–1877 | Richard z Khevenhüller-Metsch 1813–1877 | Richard z Khevenhüller-Metsch 1813–1877 | Richard z Khevenhüller-Metsch 1813–1877 | Richard z Khevenhüller-Metsch 1813–1877 |  |  |
| Felix Lichnowsky 1814–1848 4. kníže           | Felix Lichnowsky 1814–1848 4. kníže           | Felix Lichnowsky 1814–1848 4. kníže           | Felix Lichnowsky 1814–1848 4. kníže           | Felix Lichnowsky 1814–1848 4. kníže           | Felix Lichnowsky 1814–1848 4. kníže           |  |  | 1. Karel Lichnowsky 1820–1901 5. kníže | 1. Karel Lichnowsky 1820–1901 5. kníže | 1. Karel Lichnowsky 1820–1901 5. kníže | 1. Karel Lichnowsky 1820–1901 5. kníže | 1. Karel Lichnowsky 1820–1901 5. kníže    | 1. Karel Lichnowsky 1820–1901 5. kníže    |                                           |                                           | 2. Marie z Croÿ-Dülmenu 1837–1915         | 2. Marie z Croÿ-Dülmenu 1837–1915         | 2. Marie z Croÿ-Dülmenu 1837–1915    | 2. Marie z Croÿ-Dülmenu 1837–1915    | 2. Marie z Croÿ-Dülmenu 1837–1915       | 2. Marie z Croÿ-Dülmenu 1837–1915       |                                         |                                         | Robert Lichnowsky 1822–1879             | Robert Lichnowsky 1822–1879             | Robert Lichnowsky 1822–1879           | Robert Lichnowsky 1822–1879           | Robert Lichnowsky 1822–1879           | Robert Lichnowsky 1822–1879           |                                     |                                     | Othenio Lichnowsky 1826–1887         | Othenio Lichnowsky 1826–1887         | Othenio Lichnowsky 1826–1887         | Othenio Lichnowsky 1826–1887         | Othenio Lichnowsky 1826–1887         | Othenio Lichnowsky 1826–1887         |                             |                             | M. Agnes (Adelheid) Lichnowská 1815–1845 | M. Agnes (Adelheid) Lichnowská 1815–1845 | M. Agnes (Adelheid) Lichnowská 1815–1845 | M. Agnes (Adelheid) Lichnowská 1815–1845 | M. Agnes (Adelheid) Lichnowská 1815–1845 | M. Agnes (Adelheid) Lichnowská 1815–1845 |  |  | Ladislav Györy de Radwány 1807–1882           | Ladislav Györy de Radwány 1807–1882           | Ladislav Györy de Radwány 1807–1882           | Ladislav Györy de Radwány 1807–1882           | Ladislav Györy de Radwány 1807–1882           | Ladislav Györy de Radwány 1807–1882           |  |  | Leocadia Lichnowská 1816–1873       | Leocadia Lichnowská 1816–1873       | Leocadia Lichnowská 1816–1873       | Leocadia Lichnowská 1816–1873       | Leocadia Lichnowská 1816–1873       | Leocadia Lichnowská 1816–1873       |  |  | Adolf Viczay de Vicza 1804–1873                             | Adolf Viczay de Vicza 1804–1873                             | Adolf Viczay de Vicza 1804–1873                             | Adolf Viczay de Vicza 1804–1873                             | Adolf Viczay de Vicza 1804–1873                             | Adolf Viczay de Vicza 1804–1873                             |  |  | Antonie Lichnowská 1818–1870 | Antonie Lichnowská 1818–1870 | Antonie Lichnowská 1818–1870 | Antonie Lichnowská 1818–1870 | Antonie Lichnowská 1818–1870 | Antonie Lichnowská 1818–1870 |  |  | Richard z Khevenhüller-Metsch 1813–1877 | Richard z Khevenhüller-Metsch 1813–1877 | Richard z Khevenhüller-Metsch 1813–1877 | Richard z Khevenhüller-Metsch 1813–1877 | Richard z Khevenhüller-Metsch 1813–1877 | Richard z Khevenhüller-Metsch 1813–1877 |  |  |
|                                               |                                               |                                               |                                               |                                               |                                               |  |  |                                        |                                        |                                        |                                        |                                           |                                           |                                           |                                           |                                           |                                           |                                      |                                      |                                         |                                         |                                         |                                         |                                         |                                         |                                       |                                       |                                       |                                       |                                     |                                     |                                      |                                      |                                      |                                      |                                      |                                      |                             |                             |                                          |                                          |                                          |                                          |                                          |                                          |  |  |                                               |                                               |                                               |                                               |                                               |                                               |  |  |                                     |                                     |                                     |                                     |                                     |                                     |  |  |                                                             |                                                             |                                                             |                                                             |                                                             |                                                             |  |  |                              |                              |                              |                              |                              |                              |  |  |                                         |                                         |                                         |                                         |                                         |                                         |  |  |
|                                               |                                               |                                               |                                               |                                               |                                               |  |  |                                        |                                        |                                        |                                        |                                           |                                           |                                           |                                           |                                           |                                           |                                      |                                      |                                         |                                         |                                         |                                         |                                         |                                         |                                       |                                       |                                       |                                       |                                     |                                     |                                      |                                      |                                      |                                      |                                      |                                      |                             |                             |                                          |                                          |                                          |                                          |                                          |                                          |  |  |                                               |                                               |                                               |                                               |                                               |                                               |  |  |                                     |                                     |                                     |                                     |                                     |                                     |  |  |                                                             |                                                             |                                                             |                                                             |                                                             |                                                             |  |  |                              |                              |                              |                              |                              |                              |  |  |                                         |                                         |                                         |                                         |                                         |                                         |  |  |
| I. 3. Karel Max Lichnowsky 1860–1928 6. kníže | I. 3. Karel Max Lichnowsky 1860–1928 6. kníže | I. 3. Karel Max Lichnowsky 1860–1928 6. kníže | I. 3. Karel Max Lichnowsky 1860–1928 6. kníže | I. 3. Karel Max Lichnowsky 1860–1928 6. kníže | I. 3. Karel Max Lichnowsky 1860–1928 6. kníže |  |  | Mechtilde z Arco-Zinnebergu 1879–1958  | Mechtilde z Arco-Zinnebergu 1879–1958  | Mechtilde z Arco-Zinnebergu 1879–1958  | Mechtilde z Arco-Zinnebergu 1879–1958  | Mechtilde z Arco-Zinnebergu 1879–1958     | Mechtilde z Arco-Zinnebergu 1879–1958     |                                           |                                           | II. Ralph Harding Peto 1877–1945          | II. Ralph Harding Peto 1877–1945          | II. Ralph Harding Peto 1877–1945     | II. Ralph Harding Peto 1877–1945     | II. Ralph Harding Peto 1877–1945        | II. Ralph Harding Peto 1877–1945        |                                         |                                         |                                         |                                         |                                       |                                       | Maria Caroline Lichnowská 1861–1933   | Maria Caroline Lichnowská 1861–1933   | Maria Caroline Lichnowská 1861–1933 | Maria Caroline Lichnowská 1861–1933 | Maria Caroline Lichnowská 1861–1933  | Maria Caroline Lichnowská 1861–1933  |                                      |                                      | Wilhelm z Redernu 1842–1909          | Wilhelm z Redernu 1842–1909          | Wilhelm z Redernu 1842–1909 | Wilhelm z Redernu 1842–1909 | Wilhelm z Redernu 1842–1909              | Wilhelm z Redernu 1842–1909              |                                          |                                          |                                          |                                          |  |  | III. Margarethe Eleonore Lichnowská 1863–1954 | III. Margarethe Eleonore Lichnowská 1863–1954 | III. Margarethe Eleonore Lichnowská 1863–1954 | III. Margarethe Eleonore Lichnowská 1863–1954 | III. Margarethe Eleonore Lichnowská 1863–1954 | III. Margarethe Eleonore Lichnowská 1863–1954 |  |  | Karl Lanckoroński-Brzezie 1848–1933 | Karl Lanckoroński-Brzezie 1848–1933 | Karl Lanckoroński-Brzezie 1848–1933 | Karl Lanckoroński-Brzezie 1848–1933 | Karl Lanckoroński-Brzezie 1848–1933 | Karl Lanckoroński-Brzezie 1848–1933 |  |  | I. Marie Leopoldina ze Salm-Reifferscheidt-Raitze 1859–1897 | I. Marie Leopoldina ze Salm-Reifferscheidt-Raitze 1859–1897 | I. Marie Leopoldina ze Salm-Reifferscheidt-Raitze 1859–1897 | I. Marie Leopoldina ze Salm-Reifferscheidt-Raitze 1859–1897 | I. Marie Leopoldina ze Salm-Reifferscheidt-Raitze 1859–1897 | I. Marie Leopoldina ze Salm-Reifferscheidt-Raitze 1859–1897 |  |  |                              |                              |                              |                              |                              |                              |  |  |                                         |                                         |                                         |                                         |                                         |                                         |  |  |
| I. 3. Karel Max Lichnowsky 1860–1928 6. kníže | I. 3. Karel Max Lichnowsky 1860–1928 6. kníže | I. 3. Karel Max Lichnowsky 1860–1928 6. kníže | I. 3. Karel Max Lichnowsky 1860–1928 6. kníže | I. 3. Karel Max Lichnowsky 1860–1928 6. kníže | I. 3. Karel Max Lichnowsky 1860–1928 6. kníže |  |  | Mechtilde z Arco-Zinnebergu 1879–1958  | Mechtilde z Arco-Zinnebergu 1879–1958  | Mechtilde z Arco-Zinnebergu 1879–1958  | Mechtilde z Arco-Zinnebergu 1879–1958  | Mechtilde z Arco-Zinnebergu 1879–1958     | Mechtilde z Arco-Zinnebergu 1879–1958     |                                           |                                           | II. Ralph Harding Peto 1877–1945          | II. Ralph Harding Peto 1877–1945          | II. Ralph Harding Peto 1877–1945     | II. Ralph Harding Peto 1877–1945     | II. Ralph Harding Peto 1877–1945        | II. Ralph Harding Peto 1877–1945        |                                         |                                         |                                         |                                         |                                       |                                       | Maria Caroline Lichnowská 1861–1933   | Maria Caroline Lichnowská 1861–1933   | Maria Caroline Lichnowská 1861–1933 | Maria Caroline Lichnowská 1861–1933 | Maria Caroline Lichnowská 1861–1933  | Maria Caroline Lichnowská 1861–1933  |                                      |                                      | Wilhelm z Redernu 1842–1909          | Wilhelm z Redernu 1842–1909          | Wilhelm z Redernu 1842–1909 | Wilhelm z Redernu 1842–1909 | Wilhelm z Redernu 1842–1909              | Wilhelm z Redernu 1842–1909              |                                          |                                          |                                          |                                          |  |  | III. Margarethe Eleonore Lichnowská 1863–1954 | III. Margarethe Eleonore Lichnowská 1863–1954 | III. Margarethe Eleonore Lichnowská 1863–1954 | III. Margarethe Eleonore Lichnowská 1863–1954 | III. Margarethe Eleonore Lichnowská 1863–1954 | III. Margarethe Eleonore Lichnowská 1863–1954 |  |  | Karl Lanckoroński-Brzezie 1848–1933 | Karl Lanckoroński-Brzezie 1848–1933 | Karl Lanckoroński-Brzezie 1848–1933 | Karl Lanckoroński-Brzezie 1848–1933 | Karl Lanckoroński-Brzezie 1848–1933 | Karl Lanckoroński-Brzezie 1848–1933 |  |  | I. Marie Leopoldina ze Salm-Reifferscheidt-Raitze 1859–1897 | I. Marie Leopoldina ze Salm-Reifferscheidt-Raitze 1859–1897 | I. Marie Leopoldina ze Salm-Reifferscheidt-Raitze 1859–1897 | I. Marie Leopoldina ze Salm-Reifferscheidt-Raitze 1859–1897 | I. Marie Leopoldina ze Salm-Reifferscheidt-Raitze 1859–1897 | I. Marie Leopoldina ze Salm-Reifferscheidt-Raitze 1859–1897 |  |  |                              |                              |                              |                              |                              |                              |  |  |                                         |                                         |                                         |                                         |                                         |                                         |  |  |
|                                               |                                               |                                               |                                               |                                               |                                               |  |  |                                        |                                        |                                        |                                        |                                           |                                           |                                           |                                           |                                           |                                           |                                      |                                      |                                         |                                         |                                         |                                         |                                         |                                         |                                       |                                       |                                       |                                       |                                     |                                     |                                      |                                      |                                      |                                      |                                      |                                      |                             |                             |                                          |                                          |                                          |                                          |                                          |                                          |  |  |                                               |                                               |                                               |                                               |                                               |                                               |  |  |                                     |                                     |                                     |                                     |                                     |                                     |  |  |                                                             |                                                             |                                                             |                                                             |                                                             |                                                             |  |  |                              |                              |                              |                              |                              |                              |  |  |                                         |                                         |                                         |                                         |                                         |                                         |  |  |
|                                               |                                               |                                               |                                               |                                               |                                               |  |  |                                        |                                        |                                        |                                        |                                           |                                           |                                           |                                           |                                           |                                           |                                      |                                      |                                         |                                         |                                         |                                         |                                         |                                         |                                       |                                       |                                       |                                       |                                     |                                     |                                      |                                      |                                      |                                      |                                      |                                      |                             |                             |                                          |                                          |                                          |                                          |                                          |                                          |  |  |                                               |                                               |                                               |                                               |                                               |                                               |  |  |                                     |                                     |                                     |                                     |                                     |                                     |  |  |                                                             |                                                             |                                                             |                                                             |                                                             |                                                             |  |  |                              |                              |                              |                              |                              |                              |  |  |                                         |                                         |                                         |                                         |                                         |                                         |  |  |
| Wilhelm Lichnowsky 1905–1975 7. kníže         | Wilhelm Lichnowsky 1905–1975 7. kníže         | Wilhelm Lichnowsky 1905–1975 7. kníže         | Wilhelm Lichnowsky 1905–1975 7. kníže         | Wilhelm Lichnowsky 1905–1975 7. kníže         | Wilhelm Lichnowsky 1905–1975 7. kníže         |  |  | Etelka Plachota 1908–?                 | Etelka Plachota 1908–?                 | Etelka Plachota 1908–?                 | Etelka Plachota 1908–?                 | Etelka Plachota 1908–?                    | Etelka Plachota 1908–?                    |                                           |                                           |                                           |                                           |                                      |                                      | Eleonore Lichnowská 1906–2002           | Eleonore Lichnowská 1906–2002           | Eleonore Lichnowská 1906–2002           | Eleonore Lichnowská 1906–2002           | Eleonore Lichnowská 1906–2002           | Eleonore Lichnowská 1906–2002           |                                       |                                       |                                       |                                       |                                     |                                     | I. Mildred Lucie Withstandley 1899–? | I. Mildred Lucie Withstandley 1899–? | I. Mildred Lucie Withstandley 1899–? | I. Mildred Lucie Withstandley 1899–? | I. Mildred Lucie Withstandley 1899–? | I. Mildred Lucie Withstandley 1899–? |                             |                             | Michael Lichnowsky 1907–?                | Michael Lichnowsky 1907–?                | Michael Lichnowsky 1907–?                | Michael Lichnowsky 1907–?                | Michael Lichnowsky 1907–?                | Michael Lichnowsky 1907–?                |  |  | II. Elisabeth Umnoff 1924–?                   | II. Elisabeth Umnoff 1924–?                   | II. Elisabeth Umnoff 1924–?                   | II. Elisabeth Umnoff 1924–?                   | II. Elisabeth Umnoff 1924–?                   | II. Elisabeth Umnoff 1924–?                   |  |  |                                     |                                     |                                     |                                     |                                     |                                     |  |  | II. Františka z Attemsu 1861–1893                           | II. Františka z Attemsu 1861–1893                           | II. Františka z Attemsu 1861–1893                           | II. Františka z Attemsu 1861–1893                           | II. Františka z Attemsu 1861–1893                           | II. Františka z Attemsu 1861–1893                           |  |  |                              |                              |                              |                              |                              |                              |  |  |                                         |                                         |                                         |                                         |                                         |                                         |  |  |
| Wilhelm Lichnowsky 1905–1975 7. kníže         | Wilhelm Lichnowsky 1905–1975 7. kníže         | Wilhelm Lichnowsky 1905–1975 7. kníže         | Wilhelm Lichnowsky 1905–1975 7. kníže         | Wilhelm Lichnowsky 1905–1975 7. kníže         | Wilhelm Lichnowsky 1905–1975 7. kníže         |  |  | Etelka Plachota 1908–?                 | Etelka Plachota 1908–?                 | Etelka Plachota 1908–?                 | Etelka Plachota 1908–?                 | Etelka Plachota 1908–?                    | Etelka Plachota 1908–?                    |                                           |                                           |                                           |                                           |                                      |                                      | Eleonore Lichnowská 1906–2002           | Eleonore Lichnowská 1906–2002           | Eleonore Lichnowská 1906–2002           | Eleonore Lichnowská 1906–2002           | Eleonore Lichnowská 1906–2002           | Eleonore Lichnowská 1906–2002           |                                       |                                       |                                       |                                       |                                     |                                     | I. Mildred Lucie Withstandley 1899–? | I. Mildred Lucie Withstandley 1899–? | I. Mildred Lucie Withstandley 1899–? | I. Mildred Lucie Withstandley 1899–? | I. Mildred Lucie Withstandley 1899–? | I. Mildred Lucie Withstandley 1899–? |                             |                             | Michael Lichnowsky 1907–?                | Michael Lichnowsky 1907–?                | Michael Lichnowsky 1907–?                | Michael Lichnowsky 1907–?                | Michael Lichnowsky 1907–?                | Michael Lichnowsky 1907–?                |  |  | II. Elisabeth Umnoff 1924–?                   | II. Elisabeth Umnoff 1924–?                   | II. Elisabeth Umnoff 1924–?                   | II. Elisabeth Umnoff 1924–?                   | II. Elisabeth Umnoff 1924–?                   | II. Elisabeth Umnoff 1924–?                   |  |  |                                     |                                     |                                     |                                     |                                     |                                     |  |  | II. Františka z Attemsu 1861–1893                           | II. Františka z Attemsu 1861–1893                           | II. Františka z Attemsu 1861–1893                           | II. Františka z Attemsu 1861–1893                           | II. Františka z Attemsu 1861–1893                           | II. Františka z Attemsu 1861–1893                           |  |  |                              |                              |                              |                              |                              |                              |  |  |                                         |                                         |                                         |                                         |                                         |                                         |  |  |